# Parafia bł. Michała Kozala Biskupa i Męczennika w Bydgoszczy
Parafia pw. bł. Michała Kozala Biskupa i Męczennika w Bydgoszczy – rzymskokatolicka parafia w Bydgoszczy, erygowana w 1995 roku. Należy do dekanatu Bydgoszcz I.
28 października 2016 roku odbyła się konsekracja Kościoła pw. bł. Michała Kozala Biskupa i Męczennika, wybudowanego według projektu Tadeusza Gralika. Uroczystościom przewodniczył ks. bp Jan Tyrawa, ówczesny biskup diecezjalny bydgoski.

## Galeria

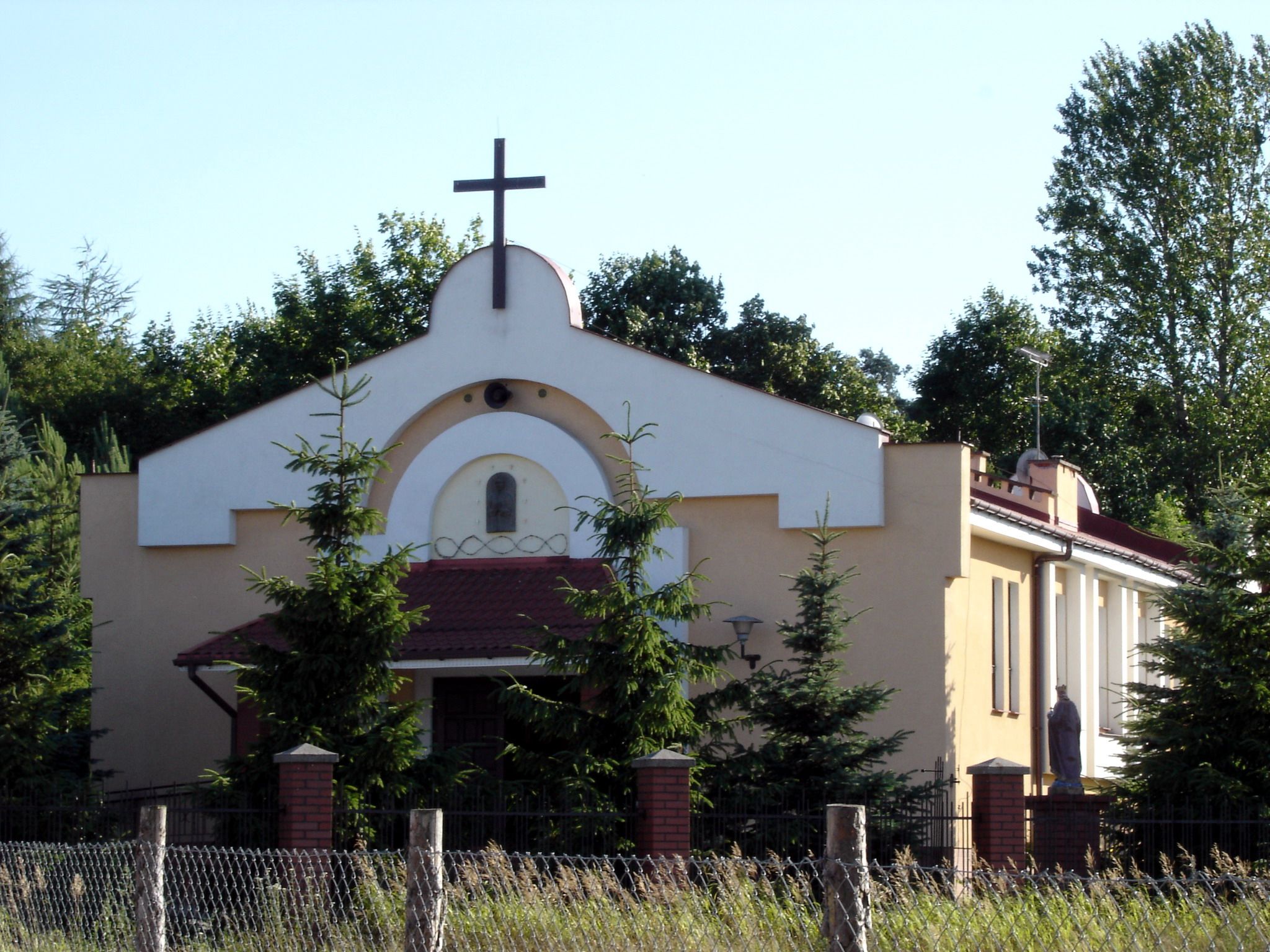
Kaplica bł. Michała Kozala
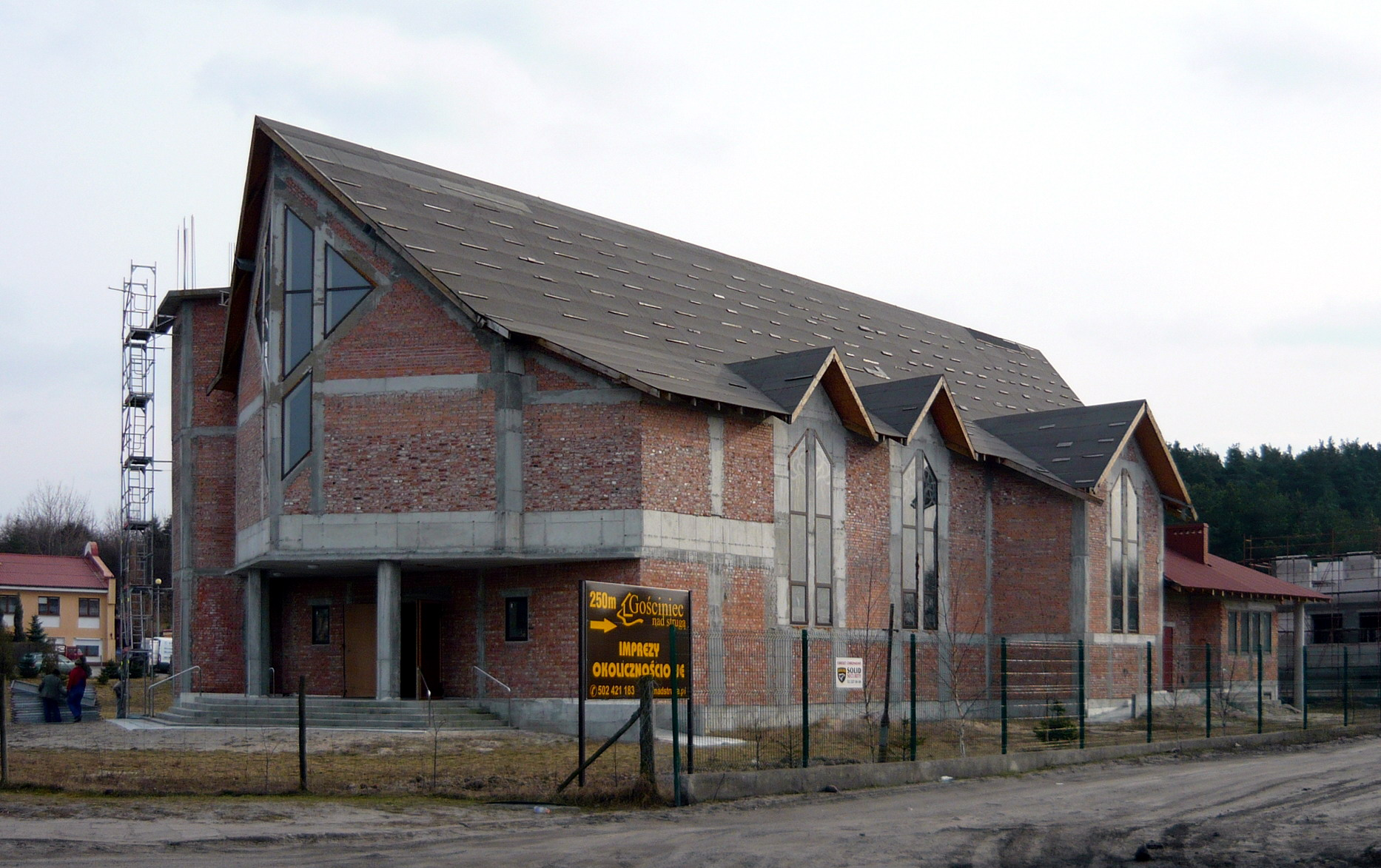
Nowy kościół parafialny – stan w marcu 2011]